# ВИЧ-инфекция среди МСМ в Узбекистане
Мужчины, имеющие секс с мужчинами (МСМ), относятся к уязвимым в отношении ВИЧ группам. По данным ЮНЕЙДС, вероятность ВИЧ-инфицирования МСМ приблизительно в 20 раз выше аналогичного показателя для общего населения. Показатели ВИЧ-инфекции среди людей, изменивших свою половую принадлежность, вирьируют от 8 до 68 % в зависимости от страны или региона.

## Ситуация с ВИЧ в целом
По данным ЮНЕЙДС в 2017 году в регионе Восточная Европа и Центральная Азия (ВЕЦА) насчитывалось 1,4 млн людей, живущих с ВИЧ (ЛЖВ). 95 % новых случаев ВИЧ приходится на представителей уязвимых групп.
В Узбекистане первые случаи ВИЧ-инфекции были выявлены в 1987 г. и до 2000 г. фиксировались только единичные случаи среди граждан страны: за 12 лет 76 случаев ВИЧ-инфекции. Рост новых случаев регистрации ВИЧ начался с 2000 года, когда их количество увеличилось вдвое. На начало 2018 года оценочное количество ЛЖВ в Узбекистане достигает 46193 чел., а количество выявленных случаев ВИЧ-инфекции составляет 37861. Распространённость ВИЧ среди взрослого населения 15-49 лет составила 0,3 % в 2017 г. В 2017 г. зарегистрировано 4025 новых случаев ВИЧ-инфекции, из них 57 % среди мужчин и 43 % — среди женщин.
Длительное время в путях передачи ВИЧ доминировал парентеральный путь, а с 2010 года начал доминировать половой. В 2017 г. на половой путь передачи приходилось 2796 случаев (69,5 %), на парентеральный — 785 случаев (19,5 %), вертикальный — 11 случаев (0,3 %). В стране является обязательным тестирование на ВИЧ половых партнёров ВИЧ-инфицированных.
В целом по стране население слабо ориентируется в вопросах ВИЧ, а люди, живущие с ВИЧ ассоциируются с «антисоциальным поведением». Информация о ВИЧ-инфекции практически отсутствует в СМИ. Мало информации о местах и способах прохождения тестирования на ВИЧ. Среди населения преобладают предрассудки и стереотипы о путях инфицирования ВИЧ. Широко распространена также стигма и дискриминация в связи с ВИЧ, что препятствует тестированию.
В Узбекистане эпидемия ВИЧ находится в концентрированной стадии: вирус в основном распространён среди уязвимых групп — людей, который употребляют инъекционные наркотики (ЛУИН), секс-работников (СР), мужчин, которые имеют секс с мужчинами, а также среди трудовых мигрантов. Распространённость ВИЧ среди ЛУИН — 5,6 %, СР — 2,9 %, МСМ — 3,3 %.
Распространённость ВИЧ среди МСМ в соседних странах составляет: Казахстан — 6,1 %, Туркменистан — 2 %, Кыргызстан — 6,3 %, Таджикистан — 2,7 %.

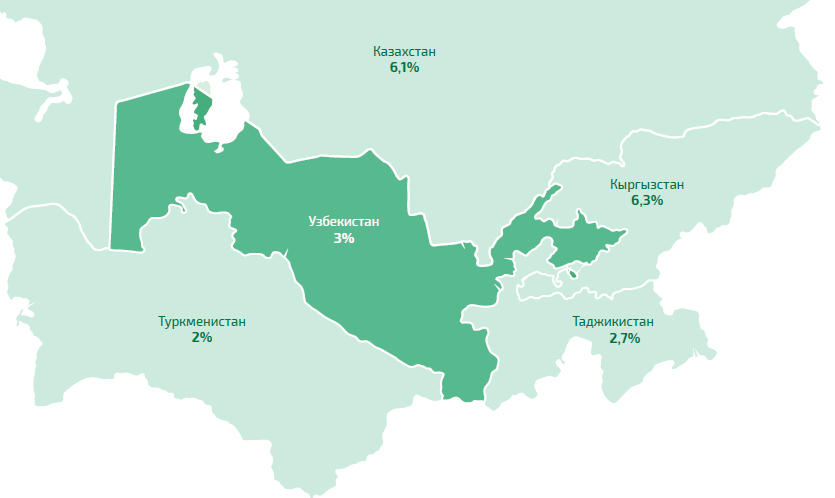
Распространенность ВИЧ в ЦА

В Узбекистане актуальна проблема распространения ВИЧ среди трудовых мигрантов, выезжающих за пределы страны на длительное время. По оценкам экспертов, ежегодно не менее 600 тыс. граждан Узбекистана выезжают из страны на заработки, при этом 70 % из них направляются в Россию, где проживает 70 % всех ВИЧ-положительных людей в регионе ВЕЦА, и показатель распространённости ВИЧ среди взрослого населения в стране
составляет 1,2 %.
В Узбекистане предусмотрено обязательное тестирование на ВИЧ мигрантов, которые находились более трёх месяцев за пределами страны, после их возвращения к месту жительства. Так, в 2017 г. на ВИЧ было обследовано 399950 трудовых мигрантов, из которых в 588 случаях был выявлен ВИЧ (74 % — мужчины, 26 % — женщины в возрасте 29-59 лет).

## ВИЧ-инфекция среди МСМ
Согласно оценке численности (2016 г.) в Узбекистане насчитывается 3000 МСМ. По другим данным, оценочное число МСМ может составлять 8000 человек, однако все эти данные могут быть не вполне надёжны.
По данным дозорного эпидемиологического надзора (ДЭН) распространённости ВИЧ среди МСМ в Узбекистане за предыдущее десятилетие снизилась. Последние годы показатель стабилен и в 2015 году составляет 3,3 %. В то же время отмечается значительный рост распространённости гепатита С среди МСМ: в 2013 году показатель составлял 4 %, а в 2015 — 18,5 %. Распространённость сифилиса находится в пределах 0-1,3 % в последние годы.

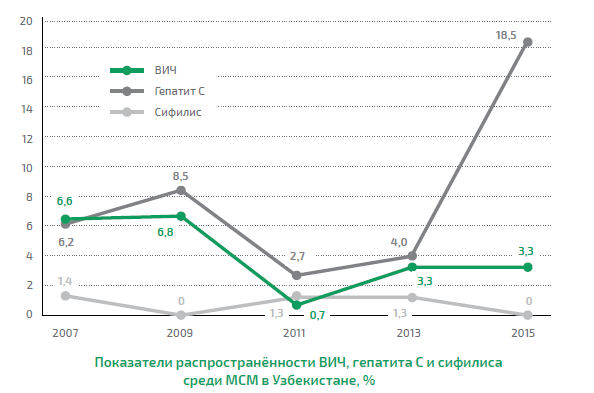
Показатели распространенности ВИЧ, гепатита С и сифилиса среди МСМ в Узбекистане

Использование презерватива при последнем анальном половом контакте с мужчиной увеличилось (в 2015 г. — 94,6 %).,
С 2007 г. увеличилась вдвое доля МСМ, прошедших в последние 12 мес. тестирование на ВИЧ и знающих свои результаты. Согласно опубликованным данным (ДЭН 2015 г.) этот показатель составляет 56,1 %.

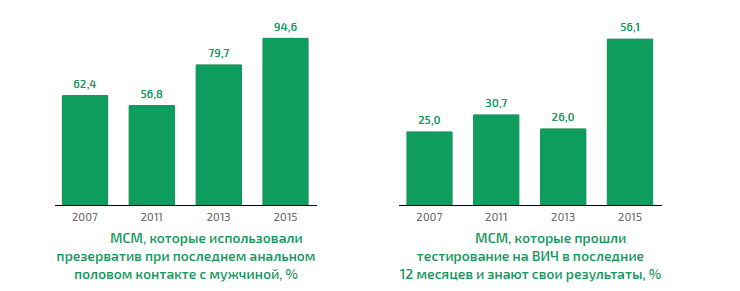
МСМ которые использовали презерватив

Транс-люди в Узбекистане являются неизученным сообществом, члены которого скрывают свою транс-идентичность. Единичные данные свидетельствуют о серьёзных препятствиях на пути к получению услуг профилактики ВИЧ, в частности, полностью отсутствуют дружественные врачи. Транс-люди, как и всё ЛГБТ-сообщество в стране, сталкиваются с повсеместными проявлениями дискриминации и стигматизации.

## Профилактика ВИЧ среди МСМ
С 2004 года в Узбекистане реализуются проекты по противодействию ВИЧ среди уязвимых групп в рамках грантов Глобального фонда для борьбы со СПИДом, туберкулёзом и малярией (ГФ).
С 2016 года основным реципиентом гранта ГФ стал Республиканский Центр по борьбе со СПИДом. Согласно принятым нормативно-правовым актам запланировано увеличение доли государственных средств на борьбу с ВИЧ. В частности, Постановлением Президента Республики Узбекистан 2018 г. «О мерах по дальнейшему совершенствованию системы противодействия распространению заболевания, вызываемого вирусом иммунодефицита человека в Республике Узбекистан» предусмотрено до 2021 г. поэтапное увеличение средств из государственного бюджета на обеспечение антиретровирусными препаратами и тест-системами для мониторинга эффективности лечения ВИЧ-инфицированных лиц. В 2017 году в сфере противодействия эпидемии ВИЧ выделено 24,8 млн долл. США, доля государственного финансирования составила более 17,4 млн долл. США. На реализацию государственной программы по противодействию распространения ВИЧ-инфекции в Республике Узбекистан на 2018 г. предусмотрено 9,028 млн долл. США, из них 3,359 млн долл. США из государственного бюджета.
Основным документом, регулирующим вопросы противодействия ВИЧ в стране является Закон Республики Узбекистан от 2013 г. «О противодействии инфекции, вызываемой вирусом иммунодефицита человека (ВИЧ-инфекции)». Утверждена Государственная программа на 2019—2022 гг. по дополнительным мерам противодействия распространению ВИЧ-инфекции в Республике Узбекистан. Комплексная стратегия по предупреждению распространения ВИЧ реализуется через государственную общенациональную сеть, состоящую из Республиканского центра по борьбе со СПИДом и 14 региональных Центров по борьбе со СПИДом республиканского, областного и городского (г. Ташкент) уровней.
Для уязвимых групп в стране функционируют дружественные кабинеты (ДК) и кабинеты доверия, последние предоставляют услуги профилактики ВИЧ для ЛУИН. Подавляющее большинство дружественных кабинетов располагаются на базе государственных учреждений — семейных поликлиник и предоставляют такие услуги, как до- и послетестовое консультирование, анонимное бесплатное экспресс-тестирование на ВИЧ, распространение информационных материалов и средств защиты, перенаправление к другим специалистам на лечение ИППП. В некоторых ДК работают социальные работники, нанятые местными неправительственными организациями (НПО). Проведением профилактических мероприятий среди МСМ занимается только одна НПО — «Истикболли Авлод», однако уровень ВИЧ-сервиса организации довольно ограничен, а уровень доверия целевой группы — низкий. Эффективность ДК могла бы быть выше, если бы работа не была направлена, в большей части, на общее население. Услуги, предоставляемые ДК, малопопулярны, информация об их работе недостаточна и мало распространена. Помимо этого, на пути к услугам ДК существует ряд барьеров, в частности, предвзятое отношение медицинского персонала, возможное разглашение информации о ВИЧ-статусе, а также о рискованных сексуальных практиках, ограниченное предоставление средств защиты и их нерегулярная доступность. Значительным барьером является ограниченная анонимность обращений, так как для получения повторной консультации или лечения необходимо предоставить личную информацию.
За последние несколько лет расширяется география услуг профилактики ВИЧ для МСМ. В 2014 г. профилактические мероприятия среди МСМ осуществлялись в трёх регионах страны, а в 2017 — в пяти. В 2017 г. 2039 МСМ охвачены профилактическими мероприятиями, им розданы 151918 презервативов (75 единиц на одного МСМ), более 612 МСМ были протестированы на ВИЧ.
В то же время МСМ остаются труднодоступной группой для профилактических программ, есть сведения, что охват МСМ профилактикой ВИЧ низок. По результатам ДЭН 2013 г. 48 % МСМ не получали презевативы в течение последнего месяца, 85 % не получали консультации по вопросам ВИЧ-инфекции, 73 % не получали инфоматериалов.
На охват МСМ профилактикой значительно влияет законодательство страны. Согласно Уголовному кодексу Узбекистана за однополые сексуальные контакты мужчин предусмотрено ограничение свободы от одного года до трёх лет либо лишение свободы сроком до трёх лет.
Проведение профилактики среди МСМ также затрудняет значительный уровень стигмы и дискриминации со стороны общества, а также правоохранительных органов.

## Стратегическая информация о ВИЧ
Данных об эпидемии ВИЧ-инфекции в Узбекистане крайне мало, а информация о ВИЧ среди МСМ ещё более скудна. Что же касается транс-людей, то данные отсутствуют вовсе. На веб-ресурсах государственных структур, принимающих участие в противодействии ВИЧ, информация о ситуации в стране, динамике развития эпидемии, результатах выполнения национальных программ отсутствует. В открытом доступе сложно найти отчёты по результатам ДЭН среди уязвимых групп. Исследования высокого качества, которые бы оценивали поведенческие и другие практики в связи с ВИЧ среди МСМ, в открытом доступе также отсутствуют. Недоступна информация о роли гражданского сектора, мало освещена деятельность НПО как в сфере ВИЧ, так и по отношению к МСМ. Надёжные данные ограничиваются страновой отчётностью в UNAIDS, отчётами и обзорами международных агентств (WHO, UNDP, ECDC и др.), а также частично отображены в страновых заявках в ГФ.